# L’italiana in Algeri

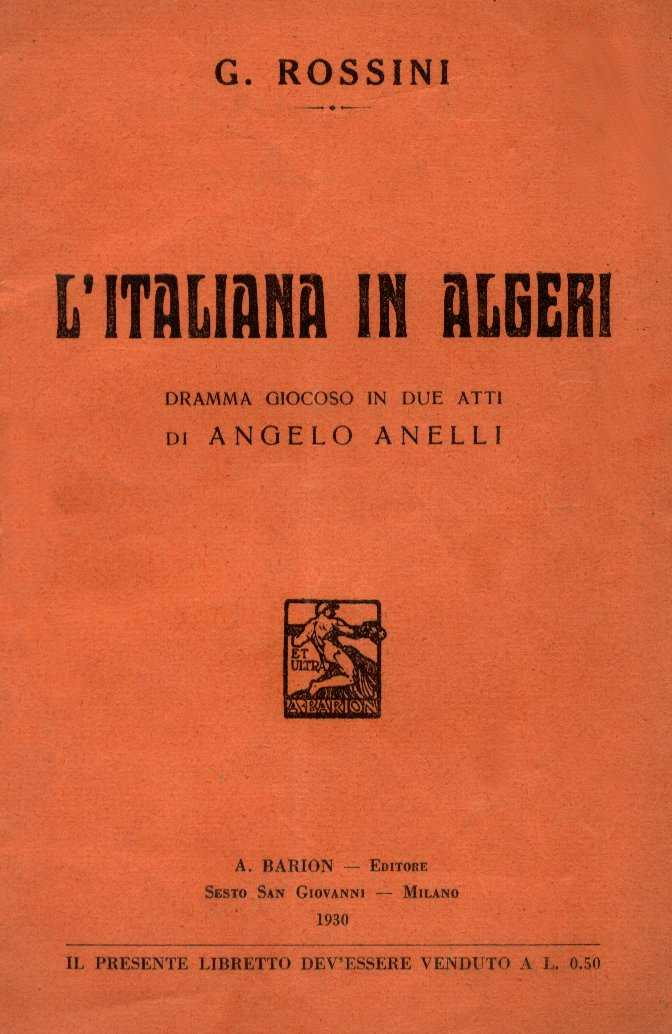

L’italiana in Algeri (tiếng Việt: Cô gái Ý ở Algiers) là vở opera 2 màn theo phong cách dramma giocoso của nhà soạn nhạc nổi tiếng người Ý Gioachino Rossini. Ông viết tác phẩm này với lời của Angelo Anelli, dựa trên sự sắp xếp lời có sẵn của ông được dành cho Luigi Mosca. Tác phẩm được trình diễn lần đầu tiên tại Teatro San Benedetto, Venice vào ngày 22 tháng 5 năm 1813. Ngay trong lần đầu công diễn ấy, tác phẩm đã gây ấn tượng rất mạnh mẽ cho người nghe. Phần overture của tác phẩm rất hay, mang đậm phong cách của Rossini: hóm hỉnh, tinh nghịch, sôi động nhưng cũng giản dị rất dễ nghe. 